# فيل ويستون
فيل ويستون (16 يونيو 1973 - ) (بالإنجليزية: Phil Weston)‏ هو لاعب كريكت بريطاني.